# Roman-Koš
Il Roman-Koš (in tartaro di Crimea: Orman Qoş; in russo Роман-Кош?, in ucraino Кримські гори?, Kryms'ki hory) è la vetta più alta dei Monti della Crimea nonché dell'omonima area geografica, con un'altitudine di 1544 m s.l.m..

## Descrizione
Si tratta del punto più alto della Crimea nonché l'altura più elevata compresa tra il massiccio dei Carpazi e quello del Caucaso.
Si trova poco distante dall'abitato di Alushta e le sue pendici meridionali precipitano nel Mar Nero.
La montagna è situata nel massiccio di Babuhan Yaila, maggiore sottogruppo dei Monti della Crimea; un ripido massiccio calcareo caratterizzato da un altopiano sommitale.
È situato all'interno della Riserva Naturale della Crimea, quella che risulterebbe essere la più vasta area naturale dell'Ucraina.
Vista la sua distanza topografica dalle altre montagne, risulta essere l'88° vetta europea per prominenza.
Il nome deriva dal turco e significa "montagna della foresta".

## Escursionismo
L'ascensione al Roman-Koš risulta essere una delle più semplici tra le montagne del gruppo, nonostante ciò resta abbastanza rara.
La salita impiega 6-7 ore e la discesa circa 4-5 ore, a partire dall'abitato di Krasnokamenka.